# HD 189080
HD 189080，又名CD-4912949，SAO 229973、HR 7621，是一颗恒星，视星等为6.17，位于銀經349.59，銀緯-31.19，其B1900.0坐标为赤經19h 53m 2.2s，赤緯-49° -31.19′ 21″。